# Bohemian Club
Il Bohemian Club è un'organizzazione fondata nel 1872 a San Francisco da un gruppo di giornalisti. Nel 1891 l'organizzazione spostò parte della sua attività nell'omonimo "Bohemian Grove", un bosco di sequoie esteso circa 1100 ettari e sito a Monte Rio, in California, di proprietà del club ufficialmente dal 1901. Il motto del club è "Weaving Spiders Come Not Here".

## Descrizione
Il Bohemian Grove si trova al centro di un territorio storicamente chiamato la "sacra Sonoma" e abitato dalla tribù dei Pomo. La cosiddetta "Via della Morte" (dove i Pomo compivano riti divinatori e di cremazione) ed altri luoghi di Sonoma sono tuttora oggetto di grande interesse da parte di seguaci di riti neopagani. Queste sette attribuiscono al Bohemian Grove un significato poiché credono sia posto all'incrocio di due "linee esoteriche" che collegano i principali siti sacri di Sonoma.
Il Bohemian Club organizza dal 1943 un elitario campo estivo di due settimane a cui partecipano anche migliaia di invitati, prevalentemente personaggi rilevanti del mondo politico ed economico. Secondo il giornalista cospirazionista Alex Jones in questi incontri si parteciperebbe a rituali pagani, a conferenze e a spettacoli di intrattenimento di vario genere, tra cui orge con prostitute. Il primo sabato del campo estivo si compie il tradizionale rito del "Cremation of Care" (traducibile con "cremazione dell'affanno"): una processione funebre a lume di torcia con uomini vestiti di rosso e con legni appuntiti addosso che concludono il rito con l'apertura di una bara contenente uno scheletro nero di legno vestito da donna, rappresentante appunto il "Care".
Tra i manufatti presenti nel Bohemian Grove il più rilevante è un enorme gufo stilizzato alto circa 15 metri attorno al quale si svolgono tutti i riti. Il gufo, chiamato Moloch, è anche presente nel logo del Bohemian Club e su altri edifici presenti nel bosco. Moloch è un'antica divinità pagana a cui era dedicato un culto che prevedeva anche sacrifici umani. Il famoso anchorman della CBS Walter Cronkite ha eccezionalmente prestato la voce al gufo per i rituali.

## Personaggi famosi
Tra i "bohemian" più noti troviamo personaggi del calibro di David Rockefeller, Henry Kissinger, Rupert Murdoch, Alan Greenspan, Stephen Bechtel, William F. Buckley Jr..
Anche presidenti degli Stati Uniti (prevalentemente repubblicani) sono stati membri del Club come Herbert Hoover (che lo definì "the greatest men's party on Earth"), Dwight Eisenhower, Richard Nixon, Gerald Ford, Ronald Reagan, Bill Clinton, George Bush Senior, George Bush Junior. Tra i politici ospiti del Bohemian Grove si possono citare Dick Cheney, Colin Powell, Donald Rumsfeld, George Shultz, Karl Rove, Al Gore, Newt Gingrich, Tony Blair, Jack Kemp, Caspar Weinberger, Shimon Peres, Helmut Schmidt, Michel Rocard, James Baker.
Nell'estate del 2006 tra i circa 250 invitati erano presenti Rupert Murdoch, Tony Blair, Shimon Peres, Bill Clinton, Al Gore, Newt Gingrich, Colin Powell, Arnold Schwarzenegger, George Shultz, Phil Angelides, Billy Beane, Lawrence Summers, Bono.

## Le teorie del complotto
Secondo diversi complottisti i partecipanti sarebbero membri di società segrete coinvolte nella realizzazione del Nuovo ordine mondiale. Inoltre parteciperebbero a riti esoterici e satanici, ove verrebbero consumati rapporti sessuali tra sconosciuti e bambini. Il Bohemian Grove Action Network è un gruppo di attivisti che da 25 anni manifesta contro il summit estivo del Club.